# Nati nel 1709
| Questa pagina contiene informazioni ricavate automaticamente dalle voci biografiche con l'ausilio del template Bio e di un bot. L'aggiornamento è periodico e automatico e ricostruisce completamente la pagina. Se manca una persona in questa lista, sei pregato di non aggiungerla, ma accertati piuttosto che la sua voce biografica contenga il template Bio e che i dati anagrafici siano correttamente compilati. Se il template Bio manca, inseriscilo tu stesso o, in alternativa, metti l'avviso {{tmp\|Bio}} che ne segnala la mancanza. Se i dati riportati sono sbagliati, correggi direttamente la voce biografica; le modifiche saranno visibili in questa lista entro pochi giorni. Per chiarimenti vedi il progetto biografie. La lista contiene solo le 111 persone che sono citate nell'enciclopedia e per le quali è stato implementato correttamente il template Bio. Pagina aggiornata al 26 feb 2025. |

## Gennaio(7)
- 3 gennaio - Jean Baptiste Ladvocat, abate francese († 1765)
- 9 gennaio - François de Fitz-James, vescovo cattolico e teologo francese († 1764)
- 15 gennaio - Giovanni Francesco Salvemini, matematico e astronomo italiano († 1791)
- 17 gennaio - Giovanni Ottavio Bufalini, cardinale e arcivescovo cattolico italiano († 1782)
- 17 gennaio - Margaret Rolle, nobildonna inglese († 1781)
- 24 gennaio - Dom Bedos de Celles, monaco cristiano, organaro e organista francese († 1779)
- 25 gennaio - Filippo Gonzaga, militare italiano († 1778)

## Febbraio(5)
- 6 febbraio - Donato Maria Arcangeli, vescovo cattolico italiano († 1772)
- 7 febbraio - Charles de Brosses, magistrato, filosofo e linguista francese († 1777)
- 11 febbraio - William Courtenay, VII conte di Devon, nobile e politico inglese († 1762)
- 24 febbraio - Jacques de Vaucanson, inventore e artista francese († 1782)
- 25 febbraio - Giordano Riccati, fisico, architetto e matematico italiano († 1790)

## Marzo(8)
- 1º marzo - William Bentinck, II duca di Portland, nobile inglese († 1762)
- 3 marzo - Andreas Sigismund Marggraf, chimico tedesco († 1782)
- 10 marzo - Georg Wilhelm Steller, botanico, zoologo e medico tedesco († 1746)
- 14 marzo - Gabriel Bonnot de Mably, filosofo e politico francese († 1785)
- 18 marzo - Johannes Gessner, medico e naturalista svizzero († 1790)
- 22 marzo - Giuseppe Zais, pittore italiano († 1784)
- 27 marzo - William Flackton, compositore, editore e organista britannico († 1798)
- 28 marzo - Aleksej Grigor'evič Razumovskij, ucraino († 1771)

## Aprile(6)
- 5 aprile - Antonio Giuseppe della Torre di Rezzonico, scrittore e militare italiano († 1785)
- 6 aprile - Angelo Maria Labia, poeta italiano († 1775)
- 7 aprile - Giovanni Domenico Maraldi, astronomo italiano († 1788)
- 12 aprile - Filippo Lante Montefeltro della Rovere, IV duca di Bomarzo, nobile italiano († 1771)
- 14 aprile - Charles Collé, commediografo francese († 1783)
- 30 aprile - Christian Gottlieb Ludwig, botanico e medico tedesco († 1773)

## Maggio(1)
- 24 maggio - Théodore Tronchin, medico svizzero († 1781)

## Giugno(6)
- 8 giugno - Paolo Da Ponte, arcivescovo cattolico italiano († 1792)
- 8 giugno - Gioacchino Maria Pontalti, vescovo cattolico italiano († 1772)
- 15 giugno - Luigi di Borbone-Condé, abate francese († 1771)
- 20 giugno - Giovanni Pietro Dolfin, scrittore, teologo e religioso italiano († 1770)
- 23 giugno - Hans Ulrich Grubenmann, ingegnere svizzero († 1783)
- 25 giugno - Francesco Araja, compositore italiano

## Luglio(10)
- 3 luglio - Guglielmina di Prussia, prussiana († 1758)
- 4 luglio - Antonio Orgiazzi, pittore italiano († 1788)
- 5 luglio - Étienne de Silhouette, politico e funzionario francese († 1767)
- 8 luglio - Jérôme de Salis, II conte di Salis-Soglio, diplomatico inglese († 1794)
- 11 luglio - Johan Gottschalk Wallerius, chimico e mineralogista svedese († 1785)
- 14 luglio - Luigi del Giudice, arcivescovo cattolico italiano († 1791)
- 17 luglio - Giovanni Carlo Bandi, cardinale e vescovo cattolico italiano († 1784)
- 17 luglio - Friedrich Christian Baumeister, filosofo tedesco († 1785)
- 17 luglio - Giuseppe Antonio Luchi, pittore italiano († 1774)
- 21 luglio - Filippo Giuseppe di Salm-Kyrburg, principe († 1779)

## Agosto(12)
- 7 agosto - Antonio Cantoni, arcivescovo cattolico italiano († 1781)
- 8 agosto - Ernesto Luigi II di Sassonia-Meiningen, duca tedesco († 1729)
- 8 agosto - Johann Georg Gmelin, botanico e esploratore tedesco († 1755)
- 8 agosto - Tokugawa Ietsugu, militare giapponese († 1716)
- 16 agosto - Ludvig Harboe, teologo e vescovo luterano danese († 1783)
- 19 agosto - Francesco Mattei, patriarca cattolico e nobile italiano († 1794)
- 21 agosto - Federico Enrico di Brandeburgo-Schwedt, nobile († 1788)
- 21 agosto - Luisa di Anhalt-Dessau, principessa († 1732)
- 22 agosto - Enea Silvio Piccolomini, cardinale italiano († 1768)
- 25 agosto - Antonio Rinaldi, architetto italiano († 1794)
- 26 agosto - Guillaume Repin, presbitero francese († 1794)
- 29 agosto - Jean-Baptiste-Louis Gresset, poeta e drammaturgo francese († 1777)

## Settembre(6)
- 12 settembre - Charles Somerset, IV duca di Beaufort, nobile e politico inglese († 1756)
- 18 settembre - Samuel Johnson, critico letterario, poeta e saggista britannico († 1784)
- 23 settembre - Giuseppe Simonetti, cardinale italiano († 1767)
- 24 settembre - John Cleland, scrittore inglese († 1789)
- 26 settembre - Jean-Louis Le Loutre, presbitero e patriota francese († 1772)
- 28 settembre - Fabrizio Galliari, pittore e scenografo italiano († 1790)

## Ottobre(5)
- 5 ottobre - Ludovico Stern, pittore italiano († 1777)
- 9 ottobre - Jean-Baptiste de Belloy-Morangle, cardinale e arcivescovo cattolico francese († 1808)
- 12 ottobre - Anne Hamilton, ufficiale scozzese († 1748)
- 28 ottobre - Pietro Gregorio Ottoboni Boncompagni Ludovisi, nobile italiano († 1747)
- 28 ottobre - Konstantin Schütz von Holzhausen, vescovo cattolico tedesco († 1775)

## Novembre(6)
- 2 novembre - Anna di Hannover, principessa britannica († 1759)
- 9 novembre - Zaccaria Seriman, scrittore, poeta e librettista italiano († 1784)
- 10 novembre - Antoine François de Pardaillan de Gondrin, ammiraglio francese († 1741)
- 11 novembre - Luigi Giusti, librettista italiano († 1766)
- 22 novembre - František Benda, violinista e compositore ceco († 1786)
- 27 novembre - Eustachio Zanotti, astronomo e ingegnere italiano († 1782)

## Dicembre(8)
- 1º dicembre - Franz Xaver Richter, compositore ceco († 1789)
- 4 dicembre - Mauro Sarti, religioso e storico italiano († 1766)
- 7 dicembre - Andrea Gallandi, storico italiano († 1779)
- 11 dicembre - Luisa Elisabetta di Borbone-Orléans, sovrana spagnola († 1742)
- 12 dicembre - John Gorham, generale britannico († 1751)
- 14 dicembre - Charles Lawrence, militare inglese († 1760)
- 25 dicembre - Julien Offray de La Mettrie, medico e filosofo francese († 1751)
- 29 dicembre - Elisabetta di Russia, sovrano russa († 1762)

## Senza giorno specificato(31)
- George Adams senior, inventore inglese († 1772)
- Giuseppe Angeli, pittore italiano († 1798)
- Charles Avison, compositore e organista britannico († 1770)
- Philipp Hieronymus Brinckmann, incisore e pittore tedesco († 1760)
- Thomas Burke, vescovo cattolico irlandese († 1776)
- Savva Ivanovič Čevakinskij, architetto russo
- Giuseppe Pasquale Cirillo, giurista, avvocato e letterato italiano († 1776)
- Carl Alexander Clerck, entomologo e aracnologo svedese († 1765)
- Silvanus Cobb, ufficiale britannico († 1762)
- Johann Michael Feuchtmayer, scultore tedesco († 1772)
- Giovanni Angelo Finali, scultore italiano († 1772)
- Giuseppe Galeotti, pittore italiano († 1778)
- Jean Girardet, pittore francese († 1778)
- Francesco Grisi, soprano italiano († 1782)
- Robert Ker, II duca di Roxburghe, nobile scozzese († 1755)
- Tommaso Laghi, anatomista e fisiologo italiano († 1764)
- Agostino Lomellini, doge († 1791)
- Fëdor Alekseevič Minin, esploratore russo
- Francesco Monaco, incisore italiano
- Alberto Pappiani, matematico, astronomo e teologo italiano († 1790)
- Vasilije III Petrović-Njegoš, vescovo ortodosso serbo († 1766)
- Tommaso Poggini, presbitero e scrittore italiano († 1781)
- Domenico Porretti, compositore e violoncellista italiano († 1784)
- Louis de Règemorte, ingegnere francese († 1774)
- Domenico Sartori, scultore italiano († 1781)
- Christoph Schaffrath, compositore tedesco († 1763)
- Violante Beatrice Siries, pittrice italiana († 1783)
- Aleksej Ivanovič Skuratov, esploratore russo
- Thomas Villiers, I conte di Clarendon, nobile e politico inglese († 1786)
- Francesco Zugno, pittore italiano († 1787)
- Guillaume Évrard, scultore belga († 1793)